# Ceresium olidum
Ceresium olidum är en skalbaggsart som först beskrevs av Leon Fairmaire 1850.  Ceresium olidum ingår i släktet Ceresium och familjen långhorningar.
Artens utbredningsområde är Fiji. Inga underarter finns listade i Catalogue of Life.